# Dendrophylax sallei
Dendrophylax sallei là một loài thực vật có hoa trong họ Lan. Loài này được (Rchb.f.) Benth. ex Rolfe mô tả khoa học đầu tiên năm 1888.